# Villar de la Encina
Villar de la Encina è un comune spagnolo situato nella comunità autonoma di Castiglia-La Mancia.